# Бульвар Осман
Бульвар Осман (фр. Boulevard Haussmann) — парижский бульвар, названный так в честь барона Османа, под руководством которого в середине XIX века была проведена перепланировка Парижа и созданы парижские бульвары.

## История
В рамках реконструкции Парижа в XIX веке по плану префекта Жоржа Эжена Османа бульвар был проложен как диагональная магистраль от первого кольца бульваров до стены Фермье-Женеро. В результате прокладки улицы был снесён даже дом, где родился сам Осман на улице Фобур-Сент-Оноре.
Чтобы увековечить вклад Османа в развитие Парижа, бульвар был назван его именем. Однако бульвар был закончен лишь через 80 лет, в 1926 году, когда он достиг Итальянского бульвара. При этом был разрушен пассаж д’Опера.

## Примечательные здания

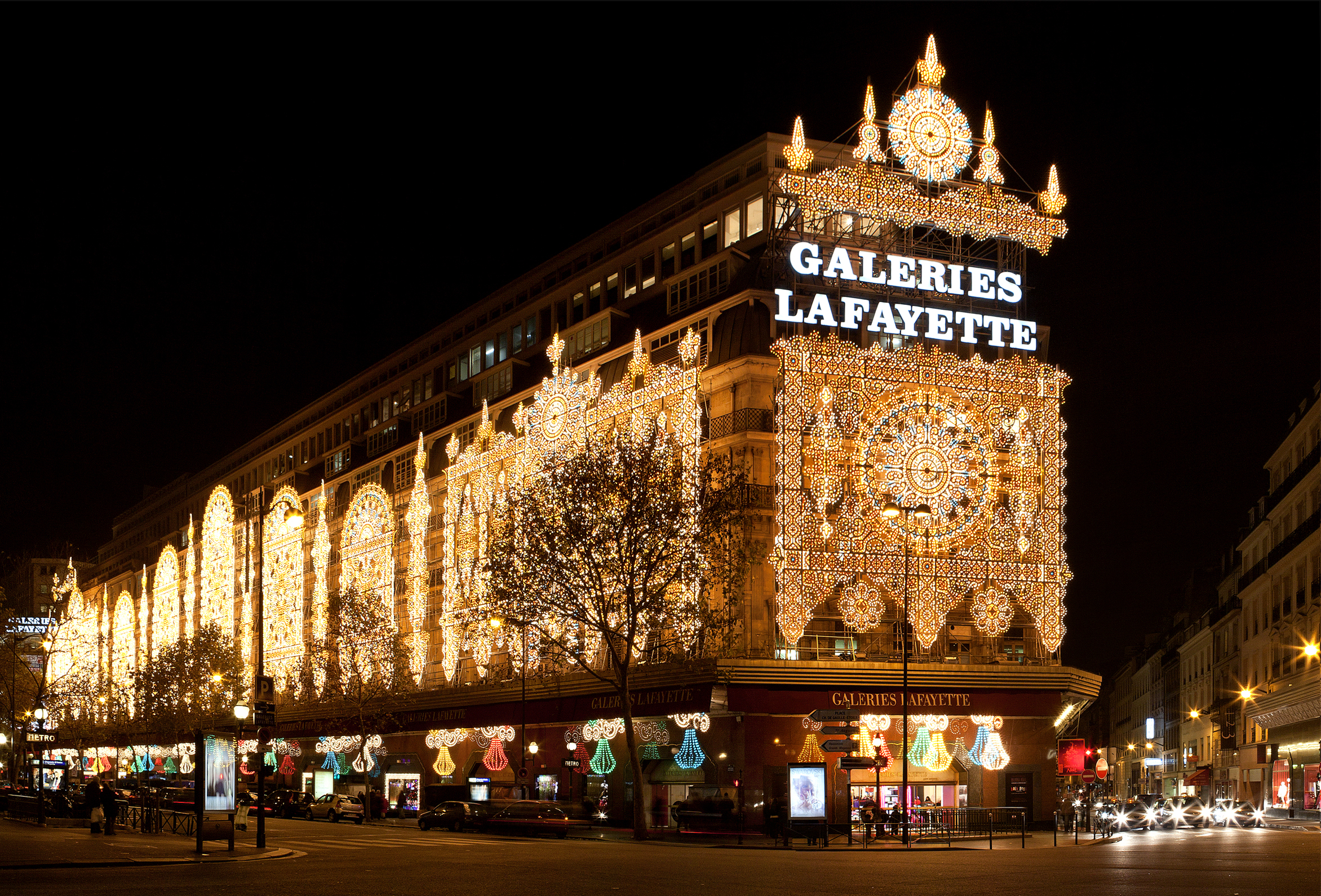
Галерея Лафайет вечером

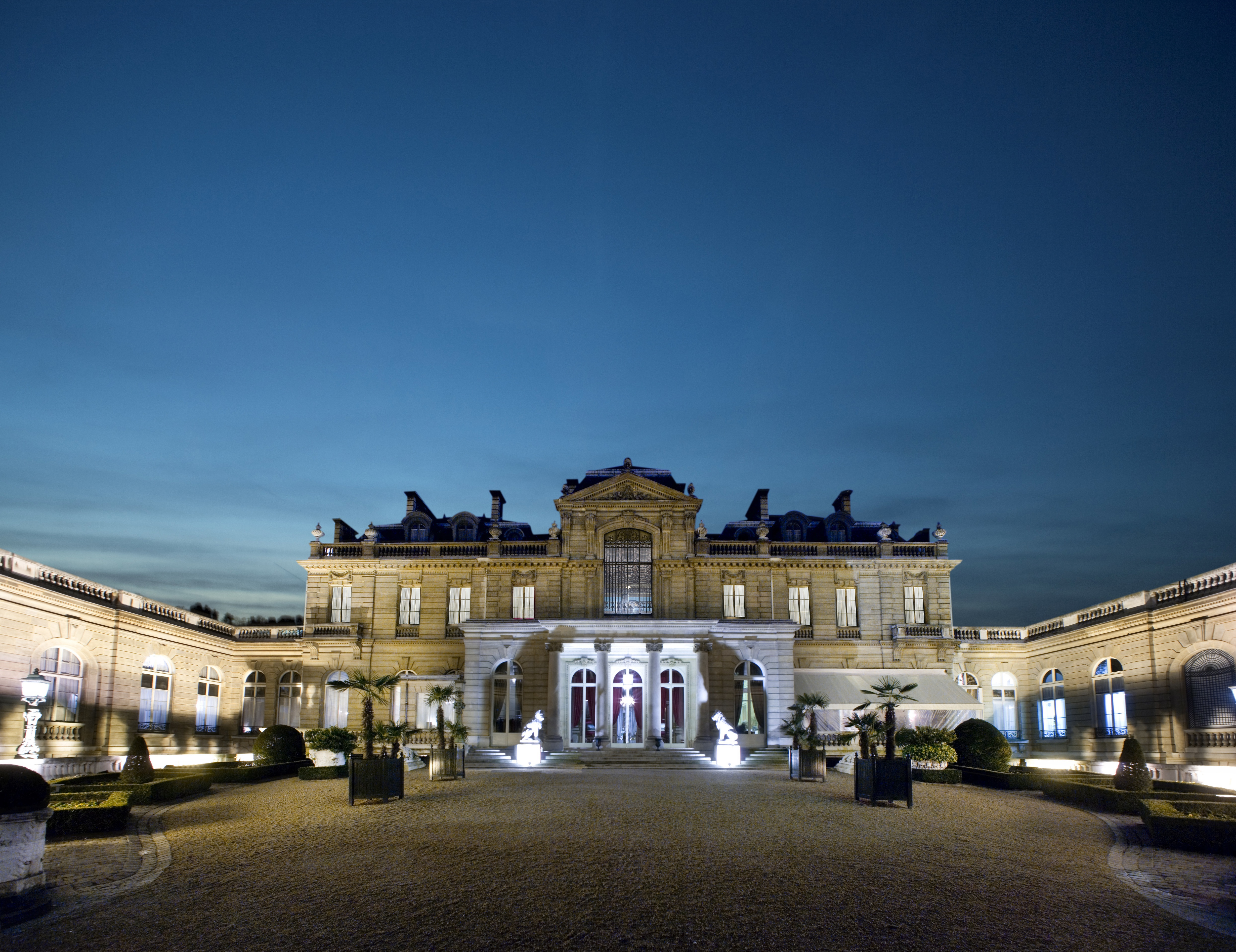
№ 158—158bis, Музей Жакмар-Андре

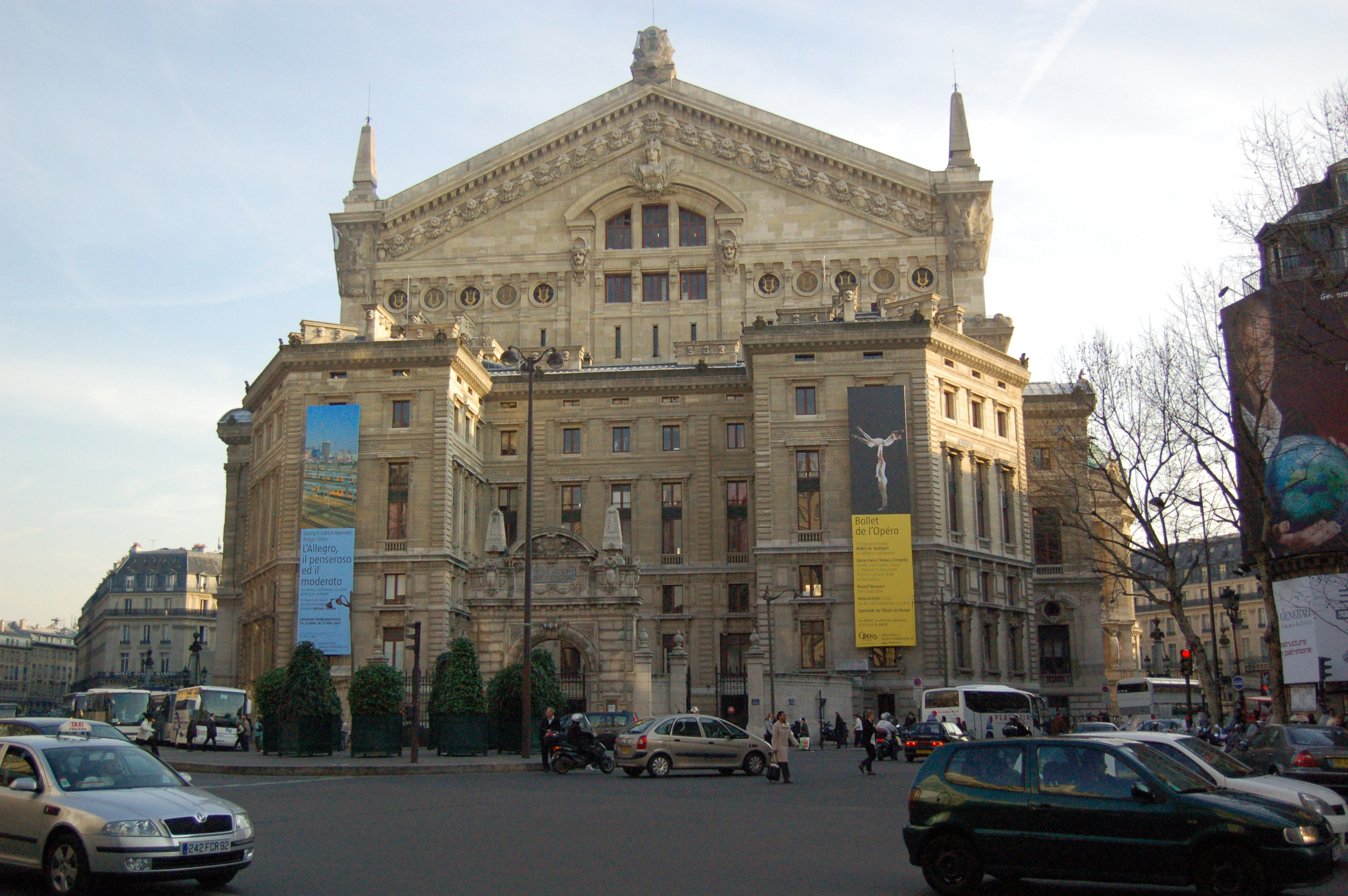
Опера Гарнье

- № 14 — редакция ежедневной французской газеты Le Figaro;
- № 55 — здание на углу с рю-Троше (№ 35);
- № 67 — здесь с 1910 до середины 20 века располагалась компания «Сосьете Женераль» по производству динамита, основанное в 1885 году Полем Барбом и Альфредом Нобелем[2];
- № 81 — Усадьба французского историка Эдгара Марёза (1848—1926)[3][4];
- № 102 — доходный дом. Здесь в 6-комнатных апартаментах на 2-м этаже c 1907 по 1919 год жил Марсель Пруст, где он мог наблюдать «торжество буржуазной безвкусицы»[5]. В этом доме им был написан роман «В поисках утраченного времени». Позже дом был куплен банком Сосьете Нансьян Варен Бернье (сейчас Crédit industriel et commercial. В 1996 году здесь была открыта музей-квартира Марселя Пруста (его обстановка находится в музее городской истории Карнавале);

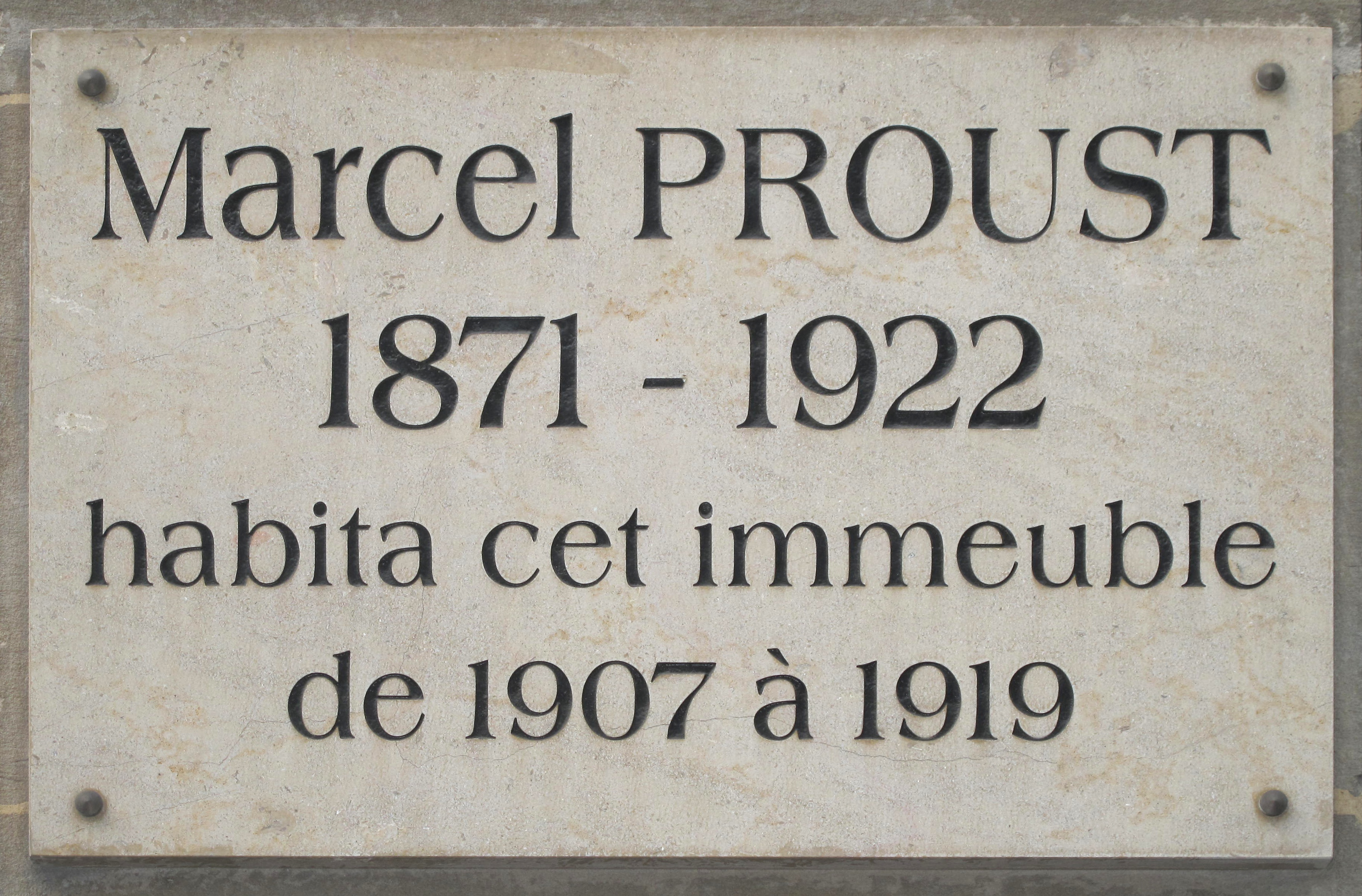
№ 102, бульвар Осман. Мемориальная доска на доме, где проживал Марсель Пруст

- № 103 — художественная галерея Альфреда Дабера;
- № 117 — усадьба доктора Лаббе, в стиле неоренессанс;
- № 134 — жилой дом на углу с авеню-де-Мессин. Здесь располагался магазин Sutton, продававший ливреи для домашней прислуги. На верхних этажах проживала Женевьев Алеви (1849—1926), вдова французского композитора Жоржа Бизе, после того как вышла замуж за адвоката Ротшильдов Эмиле Стросе. Здесь, в «салоне Женевьевы», по выражению Пруста, бывали её кузен актёр и романист Людовик Алеви, Анри Мельяк, Эдгар Дега, Поль Бурже, Жюль Леметр, Поль Эрвье, Жорж де Порто-Риш, Антуан де Гандеро, Робер де Монтескью, а также политик Леон Блюм, комедианты Люсьен Гитри, Режана, Эмма Кальве, многие французские и иностранные аристократы.
- № 136 — местопребывание вымышленной террористической организации SPECTRE из фильмов о Джеймсе Бонде;
- № 158—158bis — Музей Жакмар-Андре;
- № 162 — жилой дом. Здесь жил и умер Андре Бек де Фукьер (1874—1959), публицист и общественный деятель. На доме расположена мемориальная доска в память о нём;
- № 169 — жилой дом. Здесь жила и умерла французская оперная певица Мари-Габриэль Кросс (1842—1906);
- № 184 — усадьба графа де Дюранти;
- № 190 — консульство Гаити.

### Банки

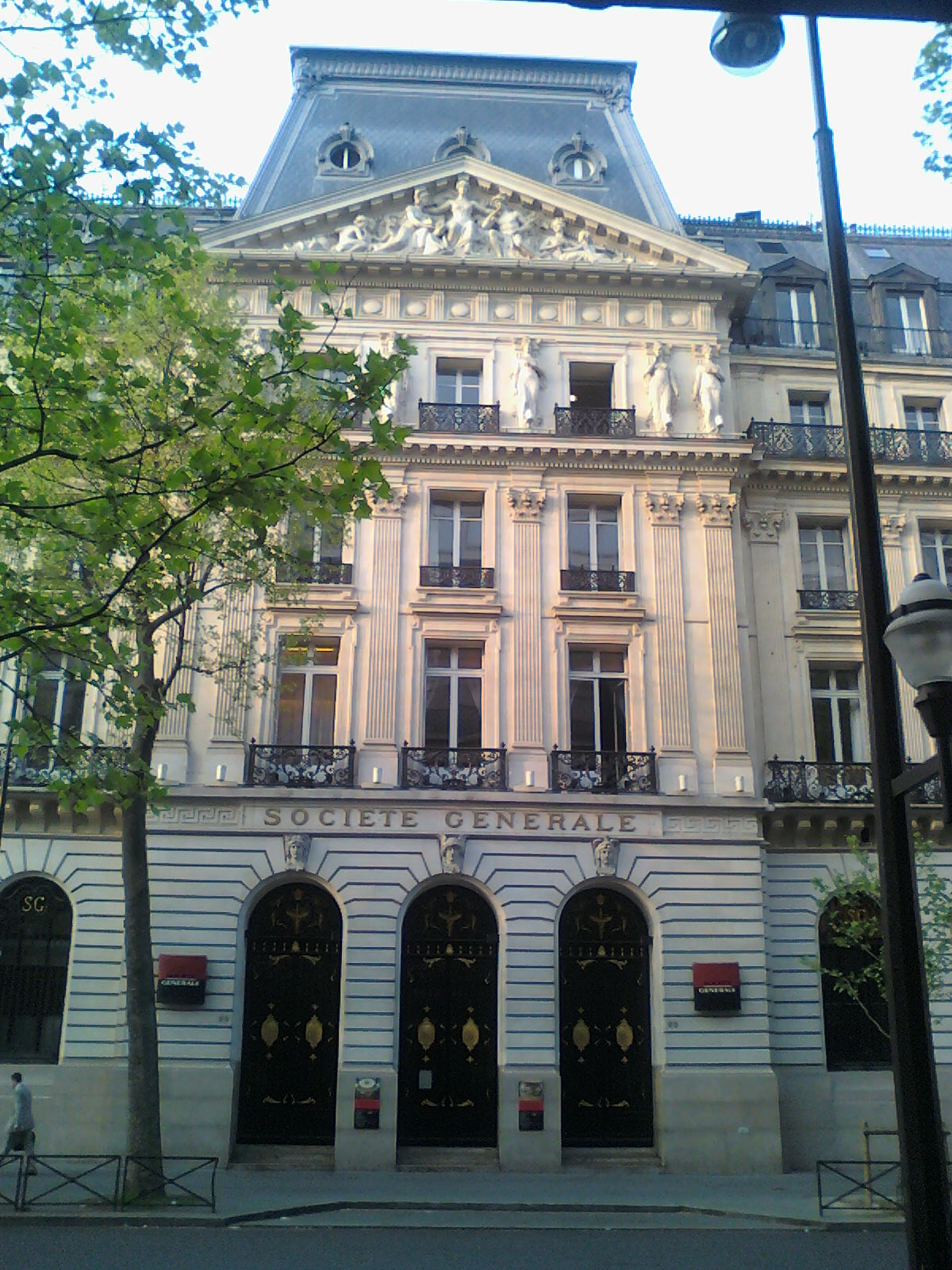
№ 29, Société Générale

- № 29 — Société Générale (см. Центральное отделение банка Société Générale);
- № 59 — Crédit du Nord;
- № 94 — Королевский банк Шотландии.